# Nicholas Worth

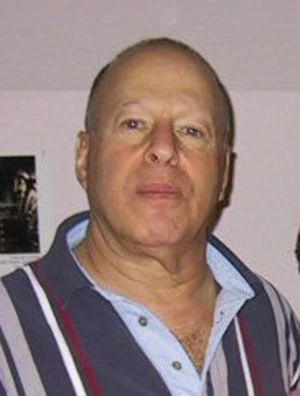
Nicholas Worth

Nicholas Worth (* 4. September 1937 in St. Louis, Missouri; † 7. Mai 2007 in Van Nuys, Kalifornien) war ein US-amerikanischer Schauspieler.

## Leben
Seine ersten Engagements in den 1970er Jahren waren Serienrollen in Cannon und Quincy; sein Filmdebüt gab er 1966 in For Pete’s Sake. 1980 spielte er in Todesschrei am Telefon (Don’t Answer the Phone!) den Killer, 1982 war er in Das Ding aus dem Sumpf (Swamp Thing) als Bruno, 1988 als Handlanger von Ricardo Montalbán in Die nackte Kanone, 1990 in Darkman als sadistischer Schläger Pauly zu sehen.
Bekannt wurde er mit Serien wie Sliders – Das Tor in eine fremde Dimension, Akte X – Die unheimlichen Fälle des FBI, Star Trek: Raumschiff Voyager und Star Trek: Deep Space Nine.
1980 gewann er die Auszeichnung „Medalla Sitges en Plata de Ley“ in der Kategorie Bester Schauspieler im Film Todesschrei am Telefon beim Internationalen Filmfestival von Sitges.
In der Welt der Computerspiele besaß er einen großen Bekanntheitsgrad aufgrund seiner Rolle des Premier Alexander Romanov in dem Spiel Command & Conquer: Alarmstufe Rot 2 und dessen Add-On Yuris Rache.
Nicholas Worth starb mit 69 Jahren an Herzversagen.

## Filmografie (Auswahl)
- 1979: Drei Engel für Charlie (Charlie’s Angels, Folge Engel auf Rollschuhen)
- 1980: Todesschrei am Telefon (Don’t Answer the Phone!)
- 1982: Das Ding aus dem Sumpf (Swamp Thing)
- 1984: City Heat – Der Bulle und der Schnüffler (City Heat)
- 1984–1985: Knight Rider (Das Chamäleon 3x11; K. I. T. T.s Unfall mit Folgen 4x1)
- 1984: Exit  Ausgang ins Nichts (Invitation to Hell)
- 1985: Rape – Die Vergewaltigung des Richard Beck (The Rape of Richard Beck)
- 1986: Heartbreak Ridge
- 1988: Action Jackson
- 1988: Die nackte Kanone (The Naked Gun: From the Files of Police Squad!)
- 1990: Darkman
- 1996: Timelock